# Cerea
Cerea település Olaszországban, Veneto régióban, Verona megyében. Lakosainak száma 16 801 fő (2023. január 1.). Cerea Angiari, Bergantino, Bovolone, Casaleone, Concamarise, Legnago, Melara, San Pietro di Morubio, Sanguinetto és Ostiglia községekkel határos.
Cerea egy rejtett gyöngyszem Észak-Olaszország Veneto régiójában. Ez a kisváros gazdag történelméről, gyönyörű építészetéről és finom ételeiről ismert. Kis mérete ellenére Cerea rengeteg látnivalót kínál azoknak a látogatóknak, akik egyedi olasz élményre vágynak. Cerea egyik legérdekesebb vonása a történelme. A város az őskor óta lakott, és a Római Birodalom idején fontos központ volt. Ma a látogatók felfedezhetik az ókori római városfalak maradványait és a gyönyörű középkori várat, amely uralja a város látképét.
Főbb repülőterek Cerea, Olaszország közelében:
51 km a Verona Villafranca repülőtértől (VRN / LIPX)
117 km a bolognai Guglielmo Marconi repülőtértől (BLQ / LIPE)

## Népesség
A település népességének változása:
| Lakosok száma | 16 601 | 16 517 | 16 801 |
|               | 2017   | 2018   | 2023   |